# دمرو سليمان
دمرو سليمان، قرية تابعة للوحدة المحلية لقرية كنيسة الصرادوسي التابعة لمركز دسوق التابع لمحافظة كفر الشيخ في جمهورية مصر العربية.

## تاريخ
ذكرها علي مبارك في كتابه الخطط التوفيقية باسم «دمرو سلمان» على غير اسمها الحالي، حيث ذكر أنها من قرى مديرية الغربية بقسم دسوق، وأن بها جامع وأبنيتها ريفية.

## السكان
حسب إحصاءات عام 2006، بلغ عدد سكان دمرو سليمان 2,284 نسمة، منهم 1,138 ذكر و1,146 أنثى.

## توابع القرية
يتبع القرية عزبة واحدة فقط هي:
- عزبة الأربعين